# Мухаммад бін Абу-Гасан
Мухаммад бін Абу-Гасан (д/н — 1076) — імам й мулук Другого імамату Оману в 1154—1176 роках. Відомий також як Мухаммад бін Малік та Мухаммад аль-Фаллах.

## Життєпис
Походив з клану Набхані племінної підгрупи Атік племені Азд. 1151 року очолив частину свого клану в районі Бахли. На цей час імамат роду Ямхед остаточно занепав, а його представники фактично стали чиновниками Керманського султанату.
1153 році починаються кризові явища в султанаті, викликані повстання огузів в Хорасані. Зі сходженням на трон султана Тогрул-шаха відбувається послаблення Керману. 1154 року помирають або гинуть співімами Хардаллах бін Сама'ах і Муса бін Абу-Джафар (відомий як Джабр чи Джабір). В боротьбі за владу Мухаммада шейхи племен обирають новим імамом, що стало відновленням давньої традиції. Йому було обрано співімамом Мухаммада бін Ханбаша. Ймовірно на той час встановилася стійка траидція співімамів. Столицею стала фортеця Бахла.
З самого початку розпочав боротьбу проти Керманського султанату, домігшись незалежності Оману у 1162 році. Того ж року після смерті Мухаммада бін Ханбаша новим співімамом став Муса бін Абу аль-Ма'алі. До 1170 року відбивав спроби сельджуцьких військ відновити свою владу над Оманом. Водночас протистояв муршиду бін аль-Муршиду, володареві Сухару. Помер 1176 року. Його владу перебрав Муса бін Абу аль-Ма'алі, після загибелі якого 1179 року держава розпалася, утворивши декілька еміратів на чолі із представниками роду Набхані, що стали використовувати титул мулук (володар), тоді як імамів продовжували обирати серед місцевих кланів.